# Josiah Willard Gibbs
Josiah Willard Gibbs (New Haven, Connecticut, 1839. február 11. – New Haven, Connecticut, 1903. április 28.) amerikai tudós, aki a statisztikus fizika, a fizikai kémia és a matematika tudományok területén ért el kiemelkedő elméleti eredményeket. Termodinamikai munkásságával szilárd elméleti alapot szolgáltatott a fizikai kémiának, így nagy szerepet játszott induktív tudománnyá válásában. James Clerk Maxwell-lel és Ludwig Boltzmannal együtt megteremtette a statisztikus mechanikát (az elnevezés is tőle származik), a termodinamika törvényeit pedig nagyszámú részecske statisztikus viselkedéséből, az ún. statisztikus sokaságból vezette le. Dolgozott a Maxwell-egyenletek optikai alkalmazásán, matematikusként pedig (a brit Oliver Heaviside-tól függetlenül) megteremtette a modern vektorszámítást (vektorkalkulus).
1863-ban az Amerikai Egyesült Államokban elsőként szerzett mérnöki tudományokból doktorátust a Yale Egyetemen. 1871-től haláláig a Yale Egyetem matematikai fizika professzora. Amerikai elméleti tudósként elsőként vált nemzetközileg elismertté szakmájában, Einstein az „amerikai történelem legnagyobb elméjének” nevezte. 1901-ben az akkoriban legmagasabb kitüntetésnek számító Copley-éremmel jutalmazták a matematikai fizikában elért sikereiért.
Életrajzírói Gibbset rendkívüli eredményei ellenére igen szerény és csendes embernek írják le. Annak ellenére, hogy munkássága szinte majdnem teljesen elméleti jellegű, gyakorlati jelentősége a kémiai technológiai iparág megjelenésével vált egyértelművé a 20. század első felében. Robert Millikan szerint jelentősége a statisztikus mechanika és termodinamika területén Laplace égi mechanikai eredményeivel, valamint Maxwell elektrodinamikai teljesítményével egyenértékű.

## Tudományos tevékenysége

### Kémiai termodinamika
Gibbs 1870-es évekbeli munkáiban a rendszer U belső energiáját az S entrópia, a V térfogat, a P nyomás és T termodinamikai hőmérséklet összefüggésében adta meg. Bevezette a kémiai potenciál (µ) mennyiséget, mellyel megadható, hogy N számú molekula bevitele a rendszerbe mennyivel változtatja meg a rendszer belső energiáját állandó entrópia és térfogat esetén. Az elsők között teremtette meg az összefüggést a termodinamika első és második főtétele között a rendszer belső energiájának infinitezimális megváltozásának megadásával:
{\displaystyle \mathrm {d} U=T\mathrm {d} S-P\,\mathrm {d} V+\sum _{i}\mu _{i}\,\mathrm {d} N_{i}\,}
A kifejezés Legendre-transzformációjával bevezette az entalpia és a szabadenergia fogalmait, illetve a ma Gibbs-féle szabadenergiának nevezett mennyiséget, más néven szabadentalpiát (azt a termodinamikai potenciált, melynek segítségével megjósolható, hogy egy adott kémiai reakció spontán végbemegy-e az adott irányban vagy sem). Hasonló úton jutott a ma Gibbs-Duhem egyenletként ismert összefüggéshez.
A „Heterogén anyagok egyensúlyáról” című 1874-1878-as publikációja jelentős mérföldkő volt a fizikai kémia tudományágának megteremtésében. E munkájában szigorú matematikai módszerekkel közelítette meg a különféle transzportfolyamatokat (pl. adszorpció), az elektrokémiai jelenségeket és a folyadékelegyek Marangoni-effektusát. Megalkotta a ma nevét viselő fázisszabályt, melyet ma fázisdiagramok készítésére használnak.

### Statisztikus mechanika
James Clerk Maxwell-lel és Ludwig Boltzmannal együtt Gibbset tekintik a statisztikus mechanika megteremtőjének. Gibbs alkotta meg a kifejezést, definícióját is ő adta: az elméleti fizika azon ága, melyben a rendszer termodinamikai tulajdonságai nagyszámú részecske statisztikus viselkedéséből vezethető le. Bevezette a fázistér fogalmát, és segítségével definiálta a mikrokanonikus, a makrokanonikus és nagykanonikus sokaságot, amely sokkal általánosabb, mint Maxwell vagy Boltzmann elmélete.
Henri Poincaré szerint bár Maxwell és Boltzmann korábban megmagyarázta a makroszkopikus fizikai folyamatok irreverzibilitását valószínűségi fogalmak alapján, Gibbs volt az, aki „A statisztikus mechanika alapvető elvei” című meglehetősen nehezen olvasható művében matematikailag legkorrektebben tárgyalta. Az irreverzibilitás vizsgálatával és Boltzmann H-tételének, valamint az ergodikus hipotézis megszövegezésével rendkívüli hatást gyakorolt a 20. századi matematikai fizikára.
Gibbs tudatában volt annak, hogy az ekvipartíciós tétel alkalmazása klasszikus részecskéket tartalmazó nagy rendszerek esetén képtelen megmagyarázni a gázok és szilárd anyagok vizsgálatával mért hőkapacitás értékeket, és nem akarta a termodinamikát hipotézisekre alapozni. Gibbs statisztikus mechanikája annyira precízen és óvatosan megfogalmazottnak bizonyult, hogy a kvantummechanika kialakulásával is sokkal inkább tartható maradt, mint kortársai munkái. A róla elnevezett paradoxon megfogalmazásával, mely a elegyedő gázok entrópiájával kapcsolatos, előrevetítette a részecskék megkülönböztethetetlenségének kvantummechanikai elvét.

### Vektoranalízis
Brit tudósok, köztük Maxwell, Hamilton kvaternióira támaszkodva magyarázta a fizikai mennyiségek (például mágneses és elektromos jelenségek) dinamikáját, azaz szerintük mindegyik rendelkezik nagysággal és iránnyal a háromdimenziós térben. Gibbs szerint a kvaterniók szorzatát célszerű felbontani két részre: egy egydimenziós skaláris mennyiségre, és egy háromdimenziós vektorra, mivel szerinte a kvaterniók alkalmazása számos matematikai bonyodalmat és redundanciát okoz, amelyek kerülendők az egyszerűség és könnyebb taníthatóság érdekében. Ezért javasolta a külön skalár- és vektoriális szorzat bevezetését és megalkotta új jelölésrendszerét. Nagy szerepe volt vektorszámítási technikák kidolgozásában, melyek ma is használatosak az elektrodinamikában és fluid mechanikában.

## Fordítás
- Ez a szócikk részben vagy egészben  a   Josiah Willard Gibbs című angol Wikipédia-szócikk fordításán alapul.  Az eredeti cikk szerkesztőit annak laptörténete sorolja fel. Ez a jelzés csupán a megfogalmazás eredetét és a szerzői jogokat jelzi, nem szolgál a cikkben szereplő információk forrásmegjelöléseként.